# Констант Ванден Сток (стадіон)
«Констант Ванден Сток» (нід. «Constant Vanden Stockstadion») — футбольний стадіон у місті Брюссель, четверта за місткістю у Бельгії і друга у Брюсселі спортивна арена. Домашній стадіон команди «Андерлехт». Названий на честь колишнього президента цього клубу, до 1983 року мав назву Еміль Версе.
Стадіон побудовано 1917 року, відкрито у 1918 році під назвою «Еміль Версе», яку отримав на честь основного спонсора його будівництва. Спочатку арена мала тільки одну дерев'яну трибуну. Згодом було споруджено залізобетонні конструкції трибун. У 1983 році стадіон був капітально перебудований і отримав ім'я тодішнього президента «Андерлехта» Константа Ванден Стока. Тоді місткість арени була знижена до 28 063, з яких 6 900 стоячих місць за воротами та 21 163 сидячих місць.
У 2010 році керівництво «Андерлехта» оголосило про те, що клуб збирається побудувати третє кільце трибун вище двох існуючих з метою підвищення пропускної спроможності стадіону до 30 000 місць. Ці роботи були повністю завершені в 2013 році, однак було досягнуто місткості не 30 000, а 26 361 сидяче місце.